# Foto Strakosha
Fotaq ("Foto") Strakosha (Tepelenë, 29 maart 1965) is een Albanees voormalig voetbaldoelman die tot 2011 recordinternational was voor Albanië, met 73 caps.

## Clubcarrière
Strakosha speelde het grootste deel van zijn carrière bij Griekse clubs, zoals onder andere Olympiakos Piraeus en Panionios. Na zijn carrière werd Strakosha keeperstrainer bij Olympiakos. In 2007 verliet hij Griekenland en werd keeperstrainer bij het Cypriotische APOEL Nicosia.

## Interlandcarrière
Strakosha maakte zijn debuut voor het Albanees voetbalelftal op 30 mei 1990, toen hij als speler van Dinamo Tirana een basisplaats kreeg van bondscoach Bejkush Birce in het EK-kwalificatieduel in en tegen IJsland. Albanië verloor dat duel met 2-0 door goals van Arnór Guðjohnsen en Atli Edvaldsson.
In 2011 werd Strakosha trainer van het Albanese nationale team U19.

## Trivia
Fotaq Strakosha is de vader van de keeper Thomas Strakosha.

## Erelijst
Dinamo Tirana
- Albanees landskampioen

1990
- Albanees bekerwinnaar

1989, 1990
- Albanese Supercup

1990
 Olympiakos Piraeus
- Grieks landskampioen

1997
 Panionios
- Grieks bekerwinnaar

199